# Jean-Félix Bernard
Pour les articles homonymes, voir Bernard (patronyme).
Jean-Félix Bernard est un ancien homme politique français né le 15 octobre 1956 à Alger. Expert pour les questions de qualité de l'air, Il a présidé le Conseil national de l'air de 1998 à 2004 et a été président d'Airparif de décembre 2012 à mars 2022.

## Biographie
Jean-Félix Bernard suit une formation de biologiste à l'université Paris 7-Denis Diderot, avant de se lancer en politique, au sein des Verts. Il est élu et réélu de 1992 à 2010 conseiller régional d'ile de France pour le département de Paris.
Ancien président du Conseil national de l'air de 1998 à 2004, et rapporteur à la demande du gouvernement de la première évaluation de l'application de la loi sur l'air (2001), il est depuis 1998 administrateur d'Airparif, organisme chargé d'enregistrer quotidiennement le taux de la pollution de l’air en Île-de-France. Il y a présidé le comité de pilotage de l’étude sur la caractérisation de la qualité de l'air à proximité des voies à grande circulation.
Il a été élu président du conseil d'administration d'AIRPARIF en 2012.
Lors de la canicule de  2003, il est l'un des premiers à demander des mesures d'urgences.
Il a été président de la commission des Actions internationales et affaires européennes du conseil régional d'Île-de-France.
Dans ce cadre sur le modèle de la Banque mondiale, il a  proposé de mutualiser la solidarité planétaire entre les villes pour réaliser de grosses infrastructures notamment de transport dans des villes en développement. L’Île-de-France est mandatée par les deux principales associations de villes mondiales (Cités et Gouvernements locaux unis et Métropolis) pour présenter ce projet d’aide au développement. 
En 1995, il initie une plainte, qui débouche sur l'affaire des marchés truqués des lycées d'Île-de-France. En mai 2007, le Conseil de la concurrence rend une décision condamnant douze entreprises impliquées dans cette affaire à des amendes, pour un total de 47,3 millions d’euros, amendes confirmées pour l'essentiel le 3 juillet 2008 par la cour d'appel de Paris.

## Mandats
- Président d'Airparif, réseau de surveillance de la pollution de l’air en Île-de-France, depuis décembre 2012
- Conseiller régional d’Île-de-France de 1992 à 2010, président de la commission Actions internationales et affaires européennes du conseil régional
- Président du groupe des élus verts du Conseil régional dans les mandatures 1992-1998 et 1998-2004.
- Ancien membre des conseils d’administration de l’Institut d'aménagement et d'urbanisme de la région d'Île-de-France (IAURIF), de l’agence de représentation à Bruxelles (Île-de-France Europe) et de l’Agence régionale de développement (ARD)
- Ancien membre du conseil scientifique de l’université Pierre-et-Marie-Curie (Paris VI) et du conseil de l’École nationale supérieure des techniques avancées (ENSTA ParisTech)
- Ancien membre des conseils d’administration de l’Assistance publique - Hôpitaux de Paris (APHP) et de l’Atelier parisien d'urbanisme (APUR)
- Président du Conseil national de l’air (CNA, organisme gouvernemental) de 1998 à 2004
- Représentant de la fédération ATMO (Ensemble des associations Françaises de surveillance de la qualité de l'air) au CNA depuis 2013
- Rapporteur de la première évaluation de l’application de la loi sur l'air et l'utilisation rationnelle de l'énergie (2001)[11]